# 鹿間孝一
鹿間 孝一（しかま こういち）は、日本のジャーナリスト、コラムニスト。産経新聞特別記者兼論説委員。夕刊1面（表紙）コラム「湊町365」の執筆者。サンケイリビング新聞社と日本工業新聞社の元専務取締役。

## 来歴・人物
1951年北海道生まれ。北海道立北海道小樽潮陵高等学校卒業。1975年、同志社大学法学部卒業後、産経新聞社入社。社会部の部長、編集局次長、編集長などを経て、2005年にサンケイリビング新聞社の常務取締役に。2006年、同社専務取締役に。2008年、日本工業新聞社専務取締役に。2010年、産経新聞特別記者兼論説委員兼「大阪特派員」。
長く務めた社会部「遊軍」記者として「広く浅く、何にでも興味を持つ」取材スタイルを持ち、産経新聞OBで作家の司馬遼太郎に憧れている。夕刊（関西圏）1面コラム「湊町365」の執筆にあたり「（朝刊1面コラム「産経抄」を40年間担当した石井英夫は）コラムの極意を『耳かき一杯ほどの毒を盛ること』表現した。ピリッと辛口のさじ加減が難しい。」、「（司馬と、石井の）両先輩にはとても及ばぬし、毒にもクスリにもならぬと言われそうだが、せめてクスリと笑わせるぐらいは…。」と述べている。
2011年の大阪ダブル選（2011年大阪府知事選挙、2011年大阪市長選挙）では、大阪維新の会とそれ以外の勢力の両方に、告示前に「『ノーサイド精神』で臨め」、当選後に「確執捨て『前進』を目指せ」と両陣営に是々非々で注文をつけ、一方で「再び大阪都構想が議論される」と予想した。
2013年5月13日の橋下徹大阪市長が「慰安婦制度は必要だった」「沖縄の在日米軍は風俗業の活用せよ」と発言した際、ツイッターを駆使して持論や反論を展開する「橋下流は軌道修正が必要」として警鐘を鳴らし、橋下自身が「『あと数年たてば、賞味期限切れになる』と語っていたが、現実になるのは意外に早い」と再び予言。結果として、2015年12月の橋下の市長退任を2年6ケ月前に予想した。
2025年の大阪万博誘致について、2016年11月10日の日本記者クラブの会報にて、「『夢よもう一度』という『そろばん勘定』が先走る“同床異夢”に思える」と、警鐘を鳴らしている。
なお、ラジオ大阪の情報・報道番組「News Tonight いいおとな」に、月曜日の「アンカーマン」（コメンテーター）として出演している。
自身はプロ野球阪神タイガースのファンで、趣味はゴルフという。

## 著書

### 共著
- 『新聞記者 司馬遼太郎』 - 扶桑社 2000年、文春文庫（文庫版） - 「産経抄」担当石井英夫や、産経新聞論説委員皿木喜久との共著
- 『20世紀かく語りき』 - 扶桑社 2000年
- 『なにが幼い命を奪ったのか　池田小児童殺傷事件』 - 角川書店 2001年 - 弁護士の伊賀興一、教育学者の下村哲夫、大阪大学名誉教授で評論家の加地伸行らと共著
- 『ブランドはなぜ墜ちたか　雪印、そごう、三菱自動車事件の深層』 - 角川書店 2001年、角川文庫（文庫版） 2002年